# Пуа Кілога
Пуа Кілога (англ. Pua Kealoha, 14 листопада 1902 — 29 серпня 1989) — американський плавець.
Олімпійський чемпіон 1920 року.